# 옹정제
옹정제(雍正帝, 1678년 12월 13일(음력 10월 30일) ~ 1735년 10월 8일(음력 8월 22일))는 청나라의 제5대 황제(재위 1722년 ~ 1735년)이다.
성과 휘는 아이신 교로 인전(愛新覺羅胤禛, 만주어: ᠠᡳᠰᡳᠨ
ᡤᡳᠣᡵᠣ
ᡳᠨ
ᠵᡝᠨ Aisin Gioro In Jen), 묘호는 세종(世宗, 만주어: ᡧᡳᡯᡠᠩ Šidzung), 시호는 경천창운건중표정문무영명관인신의예성대효지성헌황제(敬天昌運建中表正文武英明寬仁信毅睿聖大孝至誠憲皇帝), 짧은 시호로는 헌황제(憲皇帝, 만주어: ᡨᡝᠮᡤᡝᡨᡠᠯᡝᡥᡝ
ᡥᡡᠸᠠᠩᡩᡳ Temgetulehe Hūwangdi)이며, 연호는 옹정(雍正, ᡥᡡᠸᠠᠯᡳᠶᠠᠰᡠᠨ
ᡨᠣᠪ Hūwaliyasun Tob, ᠨᠢᠶᠢᠷᠠᠯᠲᠤ
ᠲᠥᠪ Nayiraltu Töb)이다. 제3대 황제인 강희제의 넷째 아들이며 강희제의 후궁 출신인 효공인황후 우야씨(孝恭仁皇后 烏雅氏)의 소생이다.
아버지처럼 치밀하면서 그에 더해 성실하기까지 한 성격으로 이미 황자인 옹친왕 시절부터 두각을 나타내어 정치적 세력을 모으고 자신에게 반대하는 8황자 윤스, 9황자 윤탕, 10황자 윤오(允䄉, 만주어: ᠶᡡᠨ
ᠣ Yūn O), 14황자 윤티(允禟, 만주어: ᠶᡡᠨ
ᡨᡳ Yūn Ti) 등과 정치적으로 크게 대결하였다. 1722년(강희 61년)에 부황 강희제가 붕어하자 창춘원에 감금하고 강희제의 고명대신인 장정옥·롱코도 등의 추대를 받아 황제에 오른다. 13년의 짧은 치세였으나 그의 정책으로 청 제국은 강희제 말기 약간 부실하던 황권을 다시 반석 위에 올려놓았다. 특히 황실의 안정과 강력한 황권을 수립하기 위해 과거 황위를 놓고 다툰 형제들은 죽이거나 감금하는 등 철저히 배제하고 대신들과 정사를 의논하였다.
그의 정책으로 국가는 더욱 안정이 되었고 내실 역시 튼튼해졌다. 또한 재정 개혁을 통하여 기강 단속과 재정 정비를 일거에 실행하는 정책을 추진함과 더불어 조세 제도 자체에도 개혁을 단행했다. 또한 군기처를 세우고 황권을 더욱 강화, 재상들의 정치 발언권을 규제하였고 재상들의 정치 참여를 규제한 대신 자신에겐 재상들이 본래 결재하던 문서의 양까지 합하여 어마어마하게 많은 양의 문서를 검토, 이에 일일이 답하였고 하급의 지방관이라도 자신에게 상소를 올리면 이 역시 받아주어 주필로 써서 보내주어서 명군의 모습을 보여주었다. 재상들과 대신들을 군기대신으로 삼고 같이 정사를 의논하였으나 이미 그들의 권세는 명나라 때의 대신들인 내각대학사(內閣大學士)에 비하여 크게 축소되어 있었기에 신권은 크게 위축되었다. 강희제 때 일어난 문자의 옥을 다시 대대적으로 실시하여 청 제국의 정통성에 반대하는 학자들과 한족을 엄정히 다스렸으며 지방관들에 대한 철저한 감시로 부정부패를 크게 줄였다. 강희제가 죽은 직후 군사를 동원하여 황제에 올랐기 때문에 친위 쿠데타를 일으켜서 황위를 찬탈한 권력지향적 독재자라는 평판도 있지만 지칠 줄 모르고 늦은 밤까지 정치에 몰두한 훌륭한 군주라는 평가도 동시에 받고 있다.

## 생애

### 어린 시절
1678년(강희 17년) 12월 13일에 북경 자금성 동육궁 중 하나인 영화궁(永和宮)에서 덕비(德妃) 오아씨에게서 태어났다. 어릴 때부터 윤진은 학문에 관심이 있어 황자들의 교육 기관인 상서방(上書房)에서 유교의 경전과 불경을 고루 암송하였고 무예와 사냥을 학문보다 더 좋아하는 전형적인 무인의 기질을 가지고 있었다. 이를 안 강희제는 윤진을 비롯한 황자들이 깊숙한 궁궐에서 살면 유약해지고 자신만 알게 되어 욕심만 많아지며 퇴폐적으로 변할 것을 염려하여 밖에 자주 데리고 나갔다. 부황인 강희제는 윤진을 엄격히 가르쳤고 모험심이 강한 윤진은 중국 전역을 여행하며 식견을 넓혔다. 윤진의 활솜씨는 가히 황자들 중 최고의 실력을 자랑하여 80근의 강궁을 능히 다루어 백발백중이었다. 이를 곁에서 본 강희제가 사냥에는 언제나 윤진을 데리고 나갔다고 한다. 또한 윤진은 황자로서 강희제의 북경의 민정시찰 미행과 남쪽 순행을 수행하였다. 강희제의 셋째 황후인 효의인황후(孝懿仁皇后)는 자식이 없었는데, 윤진을 매우 총애하여 양자로 삼기도 하였다. 효의인황후는 1689년(강희 28년) 죽을 때까지 윤진의 교육에 신경을 쓰고 강희제가 정무를 보는 도중에 붓을 놓거나 옥새를 가져오는 등 강희제의 잔시중을 들게 하여 정치에 관심을 가지게 만들었다. 12살이 되는 그 해에 윤진은 황족 중 세 번째로 높은 작위인 패륵(貝勒)에 봉해졌다.
1696년(강희 35년) 강희제의 몽골의 칸 가르단 원정 때 정홍기(正紅旗) 부대의 명예대장이 되어 몽골에서 크게 활약하였다. 알타이산맥에 숨어 있던 가르단을 추격하던 도중에 가르단 군대의 기습이 있었으나 이를 물리치고 역으로 가르단의 군대를 섬멸하였다. 1698년(강희 37년)에 윤진은 가르단의 군대를 찾아내어 섬멸한 공을 높이 사서 군왕에 봉해지고 옹군왕(雍郡王)이라 불렸다. 이후에는 주로 내정(內廷)에서 활약하여 병부와 호부의 일을 관장하기도 하였다.
1704년(강희 43년)에 장강과 황하가 크게 범람하자, 강희제는 윤진과 13남 윤상을 흠차대신으로 파견하여 세금을 걷어오게 하였다. 윤진은 강희제의 순행 때 여러 번 부황을 수행하여 강남의 사정을 잘 알고 있었기에 그 능력을 믿은 강희제는 윤진을 보냈다. 그 당시 청의 국고는 50만 냥밖에 없었기 때문에 이재민 구제와 치수를 위해 당시 부유한 강남에서 세금을 징수하였으며 이 과정에서 탈세를 하고 윤진에게 비협조적이던 30여 명의 강남 관리들을 모조리 파면하거나 멀리 내쫓아버렸다. 이에 독단적이라는 일부 신료들의 비판이 있었으나, 오히려 강희제는 그러한 일에는 상벌을 엄중히 다루어야 한다며 부정부패를 일삼던 관리들을 척결한 윤진을 비호하였다. 윤진은 이들을 파면한 후 압류하거나 일부 부자들이 자발적으로 낸 세금을 이용하여 이재민들에게 신속히 구호물자를 전달하였다. 1707년(강희 46년)에 다시 장강과 황하가 크게 범람하자, 3년 전의 경험을 살려 다시 좋은 성과를 냈다. 이로 인해 부황 강희제의 총애를 더욱 많이 받았으며 1709년(강희 48년)에 황자들 중 최고위 작위인 화석친왕(和碩親王)을 제수받고 옹친왕(雍親王)이라 불리게 되었다.

### 세력 형성

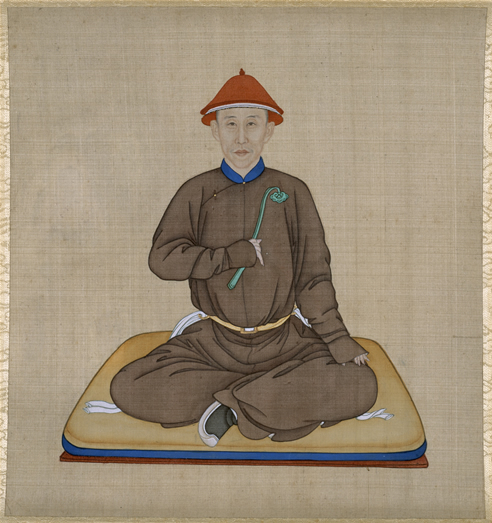
옹친왕 시절의 옹정제

1708년(강희 47년)에 강희제는 내몽골의 여러 칸들과 신료들이 모인 자리에서 황태자 윤잉이 주색잡기에만 빠져 있고 정신이 이상해져 자신의 기대를 저버렸다는 것을 알리고 황태자를 폐위했다. 폐위 직후 윤잉이 군사를 이끌고 강희제가 묵던 천막을 힐끔거리며 강희제를 시해하려 하였다는데, 사실 이것은 윤잉의 이복형인 윤시가 자신이 슬쩍 군사를 움직이고 그것을 윤잉의 잘못으로 모함하였던 것이다. 강희제는 진실을 알고 나서 크게 후회하며 이듬해인 1709년(강희 48년)에 자신의 죽은 황후인 효성인황후에 대한 마음과 사실 윤잉이 대역죄를 저지르지 않았기 때문에 다시 황태자로 복위시켜 주었다. 그러나 윤잉은 반성하지 않고 심지어 부황의 비빈들까지도 노렸고 더군다나 일부 비빈을 범하기도 하였다. 이에 분한 강희제는 천인공노할 패륜을 저질렀다 하며 윤잉을 크게 비난하였다. 또한 강희제가 남쪽으로 순행을 갈 당시 강희제를 몰아낼 정변을 주도했다 하여 윤잉을 다시 황태자에서 폐위시키고 영원히 서인으로 삼아 함안궁에 유폐하니 그 때가 1712년(강희 51년)이었다.
그러나 윤잉의 폐위에는 그의 많은 반대파와 그중에서도 만주족 대신들이 크게 일조했는데 이들은 본래 만주족 전통에 따라 가장 실력있는 아들이 황위를 이어야 한다는 것을 당연하게 여기고 강희제의 이러한 중국식 황위 승계를 비판해왔다. 또한 이들은 강희제에게 윤잉이 언제나 부황을 죽일 기회만 엿보고 주색잡기만 밝히며 밤마다 기방에 몰래 가서 수십 명의 기녀와 동침한다고 하며 밤마다 강희제의 인형을 만들어 그 인형을 칼로 내리찍는다는 등 유언비어를 써서 강희제와 윤잉의 사이를 멀어지게 만들었다. 심지어 윤잉의 이복동생들, 즉 강희제의 여러 아들들은 각기 자신들이 가장 실력있는 황자여서 황위를 물려받아야 한다고 우기며 윤잉의 반대파인 신료들의 뒤를 봐주고 윤잉을 모함하기도 하였다. 윤잉은 출생 직후 생모인 효성인황후를 잃고 어머니의 모정을 못 받고 자라며 부황 강희제의 과잉보호를 받으며 성장했기 때문에 자신이 스스로 강해지지 못하고 그를 벗어나기 위해 이상한 행동을 하였다고 한다. 윤잉 황태자 폐위 사건 이후 청나라는 죽은 황자를 황태자로 추서한 적은 있어도, 황제가 살아있을 때 특정 황자를 황태자로 책봉하지 않았다.

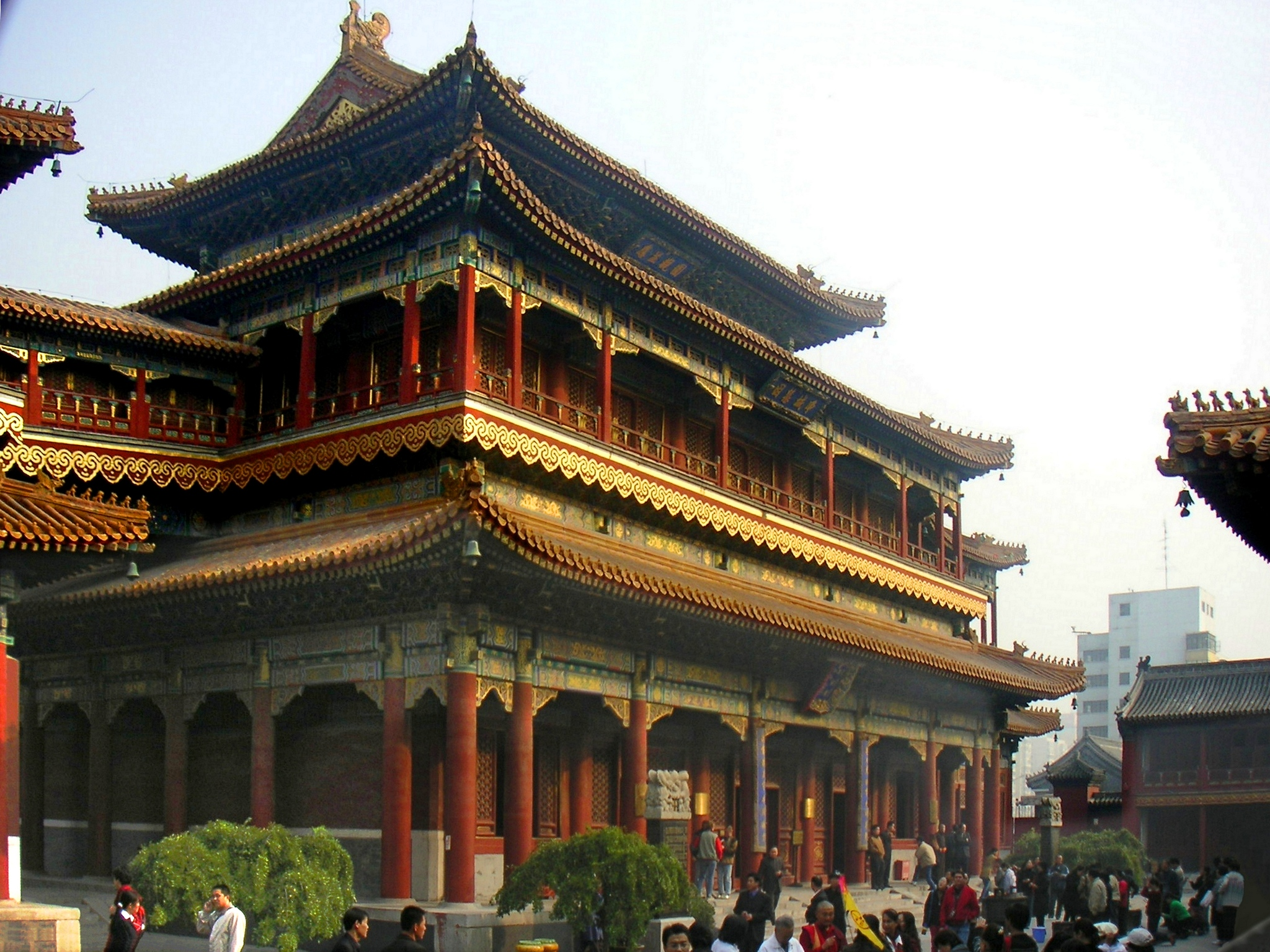
옹정제가 황자 시절에 거주하던 옹친왕부(雍親王府, 지금의 옹화궁(雍和宮))

정국을 읽는 눈이 빨랐던 4황자 옹친왕 윤진은 원래 유일한 적자이자 황태자로서의 정통성을 가진 윤잉을 지지하였으나, 윤잉이 폐위되자 독자적인 세력을 구축하고 13황자 윤상(胤祥), 17황자 윤례(胤禮), 자신의 양모였던 효의인황후의 동생인 대신 양외숙부 융과다(隆科多)와 사천 순무로 있던 장군 연갱요(年羹堯), 그리고 자신의 집사인 이위(李衛) 등을 자신의 세력 안에 두고 부황의 신임을 얻기 위해 노력하였다. 하지만 다른 황자들과는 달리 은밀히 세력을 넓히려 하였고 공식 석상에서도 정치에 관한 얘기는 일체 하지 않았다. 그 중 융과다는 본래 아버지 동국유와 함께 윤진의 동생인 8황자 윤사의 파당에 속하였으나 내성과 황성의 안위를 책임지는 융과다가 중요한 것을 안 윤진은 치밀한 계산 하에 융과다를 매수하고 자신의 파당으로 영입하였다.
윤진의 가장 큰 경쟁자들은 서장자이자 황장자인 직군왕 윤시, 3남 성친왕 윤지, 8황자 염친왕 윤사, 14황자 순군왕 윤제였다. 형제들이 자신도 의심하는 것을 이미 알고 있던 윤진은 자신의 관저인 옹왕부에 틀어박혀 승려들과 불도를 논하여 정치에 미련이 없는 것처럼 위장하였다. 그로 인해 윤진은 강희제에게 파당을 만든다는 핀잔을 다른 형제들보다 더 적게 들을 수 있었다. 또한 부황에게는 언제나 충효를 다하며 형제들과는 우애가 깊은 척 하여 강희제가 마음을 놓고 윤진을 허물없이 대하였다. 당시 이부의 관리였던 임백안(任伯安)이라는 사람이 《관가백추도》(官家百醜圖)라는 책을 지었는데, 이 책에는 당시 조정에서 근무하는 고관대작에서부터 무명의 미관말직이 받는 뇌물과 그 양, 그에게 청탁 뇌물 등을 바친 자들의 이름이 상세하고 적나라하게 기록되어 있었다. 당시 황자들은 이 책을 이용하여 신료들과 조정을 장악하려고 애를 썼다. 그러나 윤진은 이 책 상자를 찾아내어 불태워버리고 임백안을 능지처참하였다. 부황 강희제는 처음에 크게 화를 내며 윤진을 나무랐으나 윤진은 오히려 이것을 불태우지 않으면 나라에 대혼란이 오고 이것을 악용하여 많은 무고한 사람들이 피를 보게 된다고 간언하여 강희제는 앞일을 내다볼 줄 아는 윤진을 칭찬하였다.
그러나 황장자 윤시는 부황에게 폐태자 윤잉을 자기 손으로 죽이겠다는 말을 하여 부황의 분노를 샀고, 이로 인하여 윤시의 작위는 박탈되고 윤시는 유폐되었다. 3남인 윤지는 윤시와 윤잉이 유폐된 이후로 장자 행세를 하였으나 강희제의 대편찬사업을 총괄하기만 할 뿐, 정치에는 신경을 쓰지 않았다. 윤사는 윤진과 함께 황자들 중 가장 영특하였으나 윤잉이 폐위당한 이후 노골적으로 태자직은 물론 황위를 노렸고 이 소문이 들리자, 강희제는 윤사를 매우 싫어하고 윤사의 문안 받기를 거부하였다. 강희제가 윤사를 불러들여 조용히 살라고 말을 하였음에도 윤사는 자신의 야심을 노골적으로 드러냈고 이에 대한 조치로 강희제는 윤사를 한 달간 냉궁에 유폐시키기도 하였다. 14황자 윤제는 윤진의 동복아우로 강희제와 같이 많은 원정을 다녀왔고, 북쪽의 국경을 지키는 무원대장군(撫遠大將軍)을 관직으로 받았다. 무원대장군직은 흔히 황위를 이어받을 후계자나 다름없는 자리었기에 일부 학자들은 강희제가 황위로 앉힐 윤제에게 미리 대장군의 직함을 내려준 것으로 해석한다. 그러나 강희제는 군사적인 일은 모두 윤제와 의논하였으나 정치와 내정에 관한 일은 이미 오랫동안 조정에서 활약하던 윤진에게 물어보고 춘계와 추계에 곡부에서 열리는 공자의 제사를 윤진에게 맡겼다.

### 강희제 유조 변조의 누명과 정변

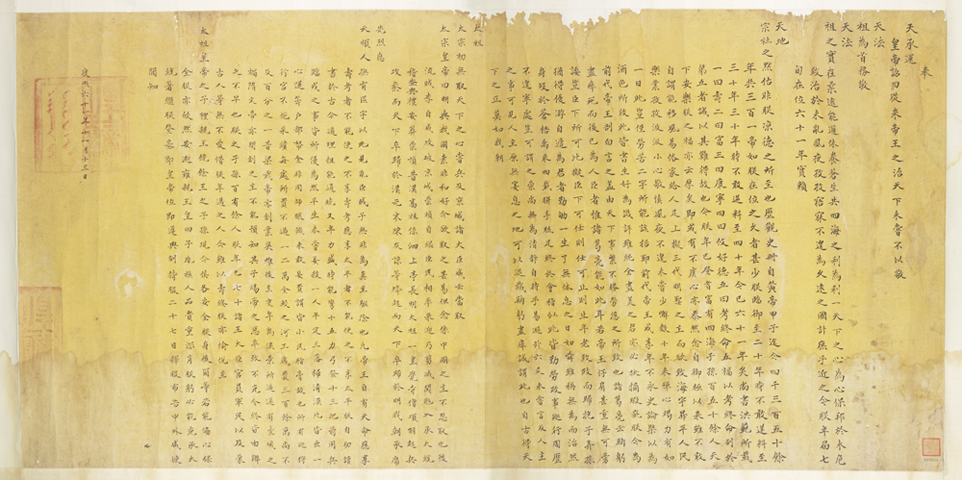
강희제의 전위조서

1722년 (강희 61년) 12월 초, 강희제는 병이 들어 북경의 이궁인 창춘원(暢春園)에 있었다. 이때 강희제는 모든 백성들과 대신들이 쇠약해진 자신을 보면 자신의 병세를 눈치챌까 두려워 모든 대신들의 출입을 통제시키고 황자들 역시 자신의 허락 없이는 창춘원에 들어오지 말라 명하였다. 그 당시에 대신들 중 유일하게 출입이 가능했던 자는 윤진의 심복 중 심복인 구문제독 겸 보군통령 융과다와 영시위내대신 장정옥(張廷玉)이었다. 공식 기록인 《청사고》(淸史稿) 〈성조인황제실록〉에 따르면 1722년(강희 61년) 12월 20일 강희제는 3남 성친왕 윤지, 7남 윤우, 8남 윤사, 9남 윤당, 10남 윤아, 12남 윤도, 13남 윤상 등 7명의 황자들과 대신들을 불러 모았고 후계자로 4황자 윤진을 지명한 후 붕어하였다. 당시 강희제의 전위 조서에는 이렇게 쓰여 있었다.
| “ | 제4황자 옹친왕 윤진은 인품이 귀중하고 사려가 깊으니 짐이 생각하건대 필히 대통을 이을 자격을 갖추었다. 고로 짐의 뒤를 이어 즉시 황제의 자리를 잇도록 하고 예법에 따라 상복을 입다가 27일에 평복으로 갈아입고 새 황제의 즉위를 만천하에 알려 사람들이 이 소식을 듣고 알게 하라. | ” |

당시 후계자로 4황자 옹친왕 윤진과 14황자 순군왕 윤제 중 고심하던 강희제는 성격이 치밀하고 신중하여 황위를 물려받을 수 있는 재목이라 여기고 윤진에게 넘긴 것이다. 그러나 강희제의 죽음과 후계자로 윤진을 지목한 것에 대해 많은 가설들이 있다. 역시 아버지를 죽이고 황제에 올랐다는 수 양제는 부황인 수 문제를 시해하였다는 증거가 정사인 《수서》와 《자치통감》에 상세히 나와 있어서 양제가 부황을 죽이고 황위에 올랐다는 것이 정사와 야사 모두 일치하나, 야사에서 주장하는 윤진의 강희제 시해는 청나라 정사인 《청사고》 그 어디에도 찾아볼 수가 없다. 특히 야사에서는 그 당시 강희제의 침전을 마음대로 출입할 수 있던 융과다는 윤진을 황위에 올리기 위해 강희제의 유조를 변조하고 강희제를 시해했다는 가설이 있으나, 증거가 불충분하다. 또는 윤진이 직접 강희제를 죽였다고 하나 이 역시 증거가 불충분하다.

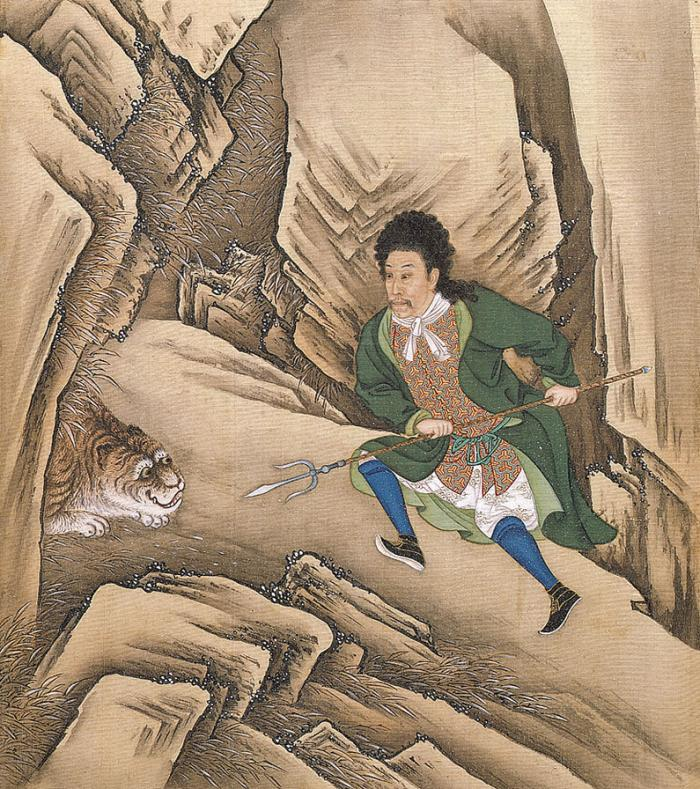
양장을 입고 사냥을 나간 옹정제

그러나 분명 강희제의 붕어와 윤진의 즉위에 대해서는 여러 석연치 않은 부분이 있다. 대개 다음 황위를 한 황자에게 넘겨주면 조정이나 군을 관장하는 황자에게 넘겨주었어야 하는데 윤진은 강희제 붕어 당시 아무런 군사적 권한이 없었다. 또한 가장 총애받던 14남 윤제는 무원대장군의 작위를 받아 막강한 군권을 손에 넣었기 때문에 강희제의 진정한 후계자는 윤진이 아닌 윤제라는 소문이 널리 퍼지기도 하였다. 이 소문을 뒷받침하는 가장 유명한 설은 바로 강희제의 유조가 융과다에 의해 ‘14황자 윤제에게 물려준다.’(傳位十四皇子)에서 ‘4황자 윤진에게 물려준다.’(傳位于四皇子)로 고쳤다는 것이다. 그러나 이 설에도 약간의 황당한 점은 있다. 당시 ‘어조사 우’(于) 자가 널리 쓰이지 않았고 황실 문서에서는 ‘어조사 어’(於) 자만이 쓰였다는 점과 유조같이 중요한 공식 황실 문서에 한자로만 다 씌여진 점, 그리고 황자들에게는 반드시 태어난 순서에 따라 그 앞에 황(皇) 자를 붙여 써서예를 들어 4황자인 윤진은 황사자(皇四子)로 쓰는 것이 올바른 표현이었다. 만약에 윤진에게 넘겨준다 하였으면 황사자(皇四子)로 표기했어야 하나 이렇게 표기하지 않고 사황자(四皇子)로 표기하였다는 점등이 논란이 되었다.
그러나 2013년 9월 4일 중국의 뉴스 포털사이트 텅쉰왕(騰訊網)에 의하면 중국 랴오닝(遼寧)성 문서보관소는 9월 2일 역대 처음으로 강희제의 유조를 공개했는데, 이 유조는 만주어와 몽골어로도 쓰여 있어 한자 몇 글자 고치는 것으로는 내용을 바꾸기 어렵게 되어 있다고 한다. 이로써 옹정제는 무려 291년 만에 황위 찬탈의 혐의를 벗었고, 한자와 함께 만주어와 몽골어로 된 유조가 발견됨으로써 세간의 수 많은 오해를 불식 시켰다. 
또한 논란이 되었던 것으로 윤진이 즉위하자 은근히 윤제만을 편애하던 윤진의 모비 덕비 오아씨도 윤진의 압박을 이기지 못하고 1723년(옹정 원년) 초에 목을 매 자살하였다는 조작된 풍문이 돌았으나, 실상 윤진이 황위에 오른 것은 1722년(강희 61년) 12월 27일이고, 오아씨가 황태후로 존숭되고 죽은 것은 그 다음 해인 1723년(옹정 원년) 5월 23일이라고 실록에 기록되어 있기 때문에 그 해 초에 죽었다고 하는 것은 신빙성이 떨어진다.
그리고 당시 북경 내성의 9개 성문은 내성을 통괄하던 융과다의 명으로 강희제의 사망일인 12월 20일을 기준으로 6일 동안 굳게 닫혀 있었다고, 윤진이 재빨리 이러한 정국을 이용하여 즉위하였고, 윤진이 비록 부황의 총애를 받았을지라도 후계자까지는 아니었으며 야심이 컸던 윤진이 군사들을 이용하여 부황과 형제들을 살육 또는 감금하여 황제에 올랐다는 설과 더불어 일부 사람들이 강희제는 결코 황위 계승의 유조를 남기지 않았으나 후대 사람이 조작하였다는 주장 역시 힘을 잃었게 되었고이로써 분명히 윤진은 강희제의 공식유조로 인하여 정통성을 부여받아 즉위하였다는 사실이 증명되었다.

### 즉위와 형제 숙청

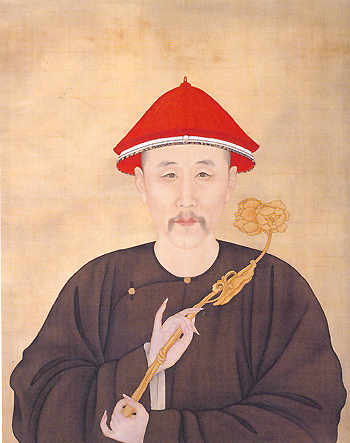
평복을 입은 옹정제

강희제 붕어 후 3일 뒤인 1722년(강희 61년) 12월 23일에 융과다가 유조를 발표하고, 12월 27일에 4황자 옹친왕 윤진이 결국 황위에 오르니 이가 청나라의 제4대 황제인 세종 옹정헌황제(世宗 雍正憲皇帝)이다. 연호는 옹정(雍正)이라 칭하였는데, 여기서 ‘옹’(雍) 자는 자신이 받았던 작위인 옹친왕(雍親王)에서 비롯된 것으로 조화로움을 뜻하며, ‘정’(正) 자는 정의로움과 바름을 뜻하니 옹정은 바로 조화로움 속의 올바름이라는 뜻이다. 많은 사람들은 강희제가 분명 가장 총애한 14황자 윤제를 후계자로 점찍을 것으로 예상하였으나 말수가 없이 조용하던 4황자 윤진으로 후계자로 낙점했다는 것에 의아해 하였다고 한다. 아버지 강희제가 69세까지 재위하여 옹정제는 이미 즉위 당시 45세의 중년이어서 황제에 오르기에는 조금 늦은 나이였으나 자신의 정치 역량을 서서히 보여주기 시작하였다.
옹정제는 즉위하자마자 자신에게 반대한 형제들을 제거하기 시작하였다. 형제들이 자신을 너무나 많이 음해한 것을 잘 아는 옹정제는 자신의 정책 실행과 그 안정을 위해 형제들을 제거하려 하였다. 일단 옹정제는 자신을 제외한 모든 형제들의 돌림자인 ‘윤’(胤)을 역시 발음이 같은 ‘윤’(允) 자로 고치게 하였다. 그 후 옹정제는 어머니인 덕비 오아씨를 황태후로 존숭하고 자신에게 반대하던 윤사, 윤당, 윤아 등을 각각 염친왕(廉親王), 혁군왕(奕郡王), 돈군왕(敦郡王)에 봉하여 안심시킨 뒤, 윤사를 총리왕대신(總理王大臣)으로 임명하여 같이 정사를 의논하게 했다. 특히 옹정제는 윤사를 자주 불러 정사를 의논하는 척 했으나 사실은 윤사와 그 파당간의 연락하는 시간을 줄여서 함부로 모의하지 못하게 하였던 것이다. 그러나 윤사가 여전히 자신의 파당과 음모를 꾸미자 옹정제는 형제들을 숙청하기 시작했다.
옹정제의 형제 숙청에 의해 13제 윤상과 17제 윤례를 제외한 거의 모든 형제들은 홀대를 받다가 좋지 않은 최후를 맞이하였다. 13황자였던 윤상은 이친왕(怡親王)으로 봉해져 총리왕대신으로 옹정제와 정사도 논의하는 등 승승장구하였고 1730년(옹정 8년) 병사했을 때에도 옹정제가 매우 슬퍼했을 만큼 윤상에게 큰 신뢰를 가졌다. 가장 강력한 라이벌인 동복아우 14황자 윤제는 옹정제의 심복 연갱요의 감시를 받아 군권을 강제로 회수당하고 북경으로 돌아와 모든 작위를 빼앗기고 강희제의 능침인 경릉(景陵)으로 내쫓겨 능지기로 살았고 8황자 염친왕 윤사와 9황자 윤당은 옹정제에게 사사건건 반대하였던 것을 계기로 제일 불행한 말년을 보냈다. 윤사는 이미 오래 전부터 옹정제의 제위 계승에 대해 불만이 많았으며 설상가상으로 옹정제의 3남 홍시(弘時)를 황제로 세우려 하였으나 옹정제에게 덜미를 잡힌 윤사는 태묘에서 관직을 삭탈당하고 폐서인된 채 특별 독방에 하옥되었다.
윤당 역시 옹정제에 대해 크게 불평하여 이를 안 옹정제가 윤사와 떨어뜨리려 일부러 자신의 심복인 연갱요가 있는 청해성으로 보내 연갱요로 하여금 감시하게 하였다가 다시 불러들여 특별 독방에 하옥되었으며 둘 다 1727년(옹정 5년)에 옥에서 독살당하였다. 윤사와 윤당과 같이 행동하던 10황자 돈군왕 윤아는 1723년(옹정 원년), 옹정제가 몽골에 사신으로 가라 명을 내렸으나 병을 핑계로 가지 않다가 윤사의 역모 사건이 터지자 잡혀서 작위를 뺏기고 가택에 구금되었다가 1737년(건륭 2년)에야 석방되었다. 한편, 이들과 같이 음모를 모의한 옹정제의 3남 패륵 홍시는 당시 옹정제의 후계자로 급부상하고 있던 4남 홍력(弘曆)을 두려워하여 이에 가담하였으나 결국엔 실패로 돌아가고, 그 역시 1727년(옹정 4년)에 옥사하였다.
또한 폐황태자였던 옹정제의 둘째 형 윤잉은 함안궁에 갇힌 지 13년째인 1725년(옹정 3년), 유폐된 곳에서 나오지도 못한 채 병사하였다. 옹정제의 큰 형인 윤시도 1734년(옹정 12년), 유폐된 곳에서 생을 마감하였고 셋째 형인 성친왕 윤지는 과거 윤잉을 도왔다는 죄로 윤제와 함께 경릉의 능지기로 살다가 후에 이친왕 윤상의 죽음 때, 아우의 죽음을 슬퍼하지 않았다는 이유로 작위마저 추탈되고 자금성 뒤쪽 경산(景山)에 유폐되어 1732년(옹정 9년)에 사망하였다.
윤사와 윤당의 죽음 이후 옹정제는 윤사를 만주 이름인 아기나(阿其那), 즉 개로 이름을 바꾸었고 윤당을 색사흑(塞思黑), 즉 돼지로 이름을 바꾸어 부르도록 하였다.

### 티베트 원정과 군사 정책

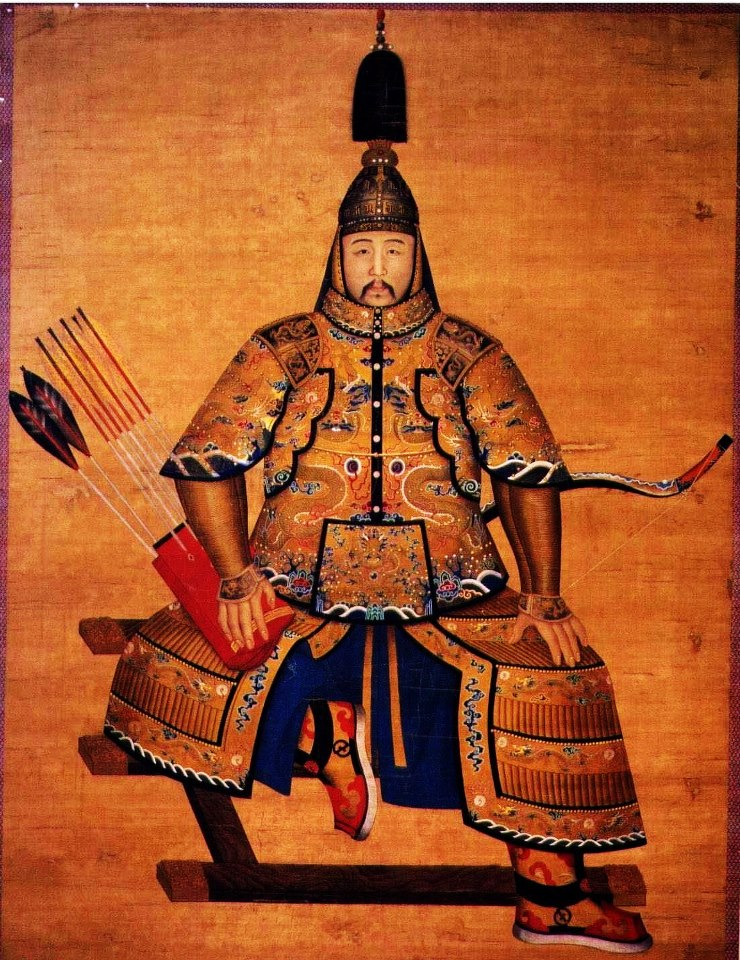
갑옷으로 중무장한 옹정제

옹정제는 아직도 자신에게 순종하지 않고 있는 여러 민족들이 있는 것을 잘 알고 있었다. 사천성·청해성 분지와 티베트에는 아직도 청나라에 반대하는 세력이 존재하였다. 티베트는 이미 1717년(강희 56년)에 팔기군이 원정을 다녀와 승리하였으나 반대 세력은 아직 완전히 와해되어 있지 않았다. 1727년(옹정 5년), 옹정제는 일단 자신의 심복이자 과거 사천 순무로 그 곳 사정을 잘 알던 연갱요(年羹堯)를 무원대장군으로 삼고 23만 명의 군사를 보내 티베트군과 싸우게 하였다. 얼마 안 가 연갱요는 티베트와 싸워 대승을 하였고 티베트군은 다시 높은 티베트 고원 지대로 숨었다. 이 승리가 계기가 되어 훗날 옹정제의 아들 건륭제는 군사를 보내어 중가르와 위구르를 모두 평정하고 중국 역사상 몽골 제국을 제외하고 영토를 최대로 넓혔다. 옹정제는 소수의 군사를 보내 준가르군과 싸우게 하였으나 도리어 청군이 전멸당하고 북몽골 고원을 일시적으로 점령당하였다. 하지만 할하 부족의 군사들이 준가르군을 물리쳐 땅을 수복하였다.
군사 정책으로 옹정제는 원래 친왕들이 주도하고 있던 팔기군을 더 이상 황족이 기주(旗主)가 되어 거느리지 못하게 하였으며, 황제 직속에 두고 장군들이 이를 관리하게 하여 황족들이 군사적 수단을 이용하여 황위를 노리지 못하게 하였다. 많은 황족들이 이에 반대하였으나 옹정제는 이들의 의견을 묵살하고 강행하였다. 덕분에 황제가 단독으로 최고 군사 지휘권을 가지게 되어 전선에서 황제의 직속 기관인 군기처로의 보고가 더욱 쉬워졌다.

### 연·융 사태와 국내 정치
옹정제는 가장 먼저 자신을 황제로 올리는 데 크게 기여한 융과다가 은근히 아기나로 불려 모든 권력과 작위가 박탈된 윤사와 다시 접촉하자, 군주 기만죄(기군죄(欺君罪)를 이유로 들어 가택 연금을 하였으며, 이로 인해 융과다는 1728년(옹정 6년) 화병으로 사망하였다. 또한 막강한 군권을 틀어쥐고 오만방자하게 굴던 서북의 대장군 연갱요에 대해서는 그 작위를 박탈하고 1726년(옹정 4년) 스스로 독주를 마시고 자결하게 명하였다.
안으로는 이미 부황인 강희제가 약화시켰던 의정왕대신회의(議政王大臣會議)를 더욱 약화시키고 1729년(옹정 7년) 군수방(軍需房)을 설치하였으나 곧 군기처로 확대·개편하였다. 처음에는 대신들이 교대로 군사에 관한 기밀의 사무를 도맡아 보는 곳이었으나 점차 대신들이 교대로 각지에서 들어오는 정보를 수집하는 곳으로 변모하여 정보를 시시각각 황제에게 보고하게 하였고 옹정제는 받은 정보와 이에 대한 답을 다시 육부로 보내어 이를 처리하게 하였다. 본래 대신들이 정사를 논의하는 곳은 상서방으로 태화전 근처에 있었으나 옹정제는 군기처를 자신의 침전인 양심전 근처에 두어 대신들을 시시각각 감시하여 한 대신이 육부를 조종하는 강력한 신권을 차단하고 신하들이 자신의 명령에 따라 복종하기를 원하였다.

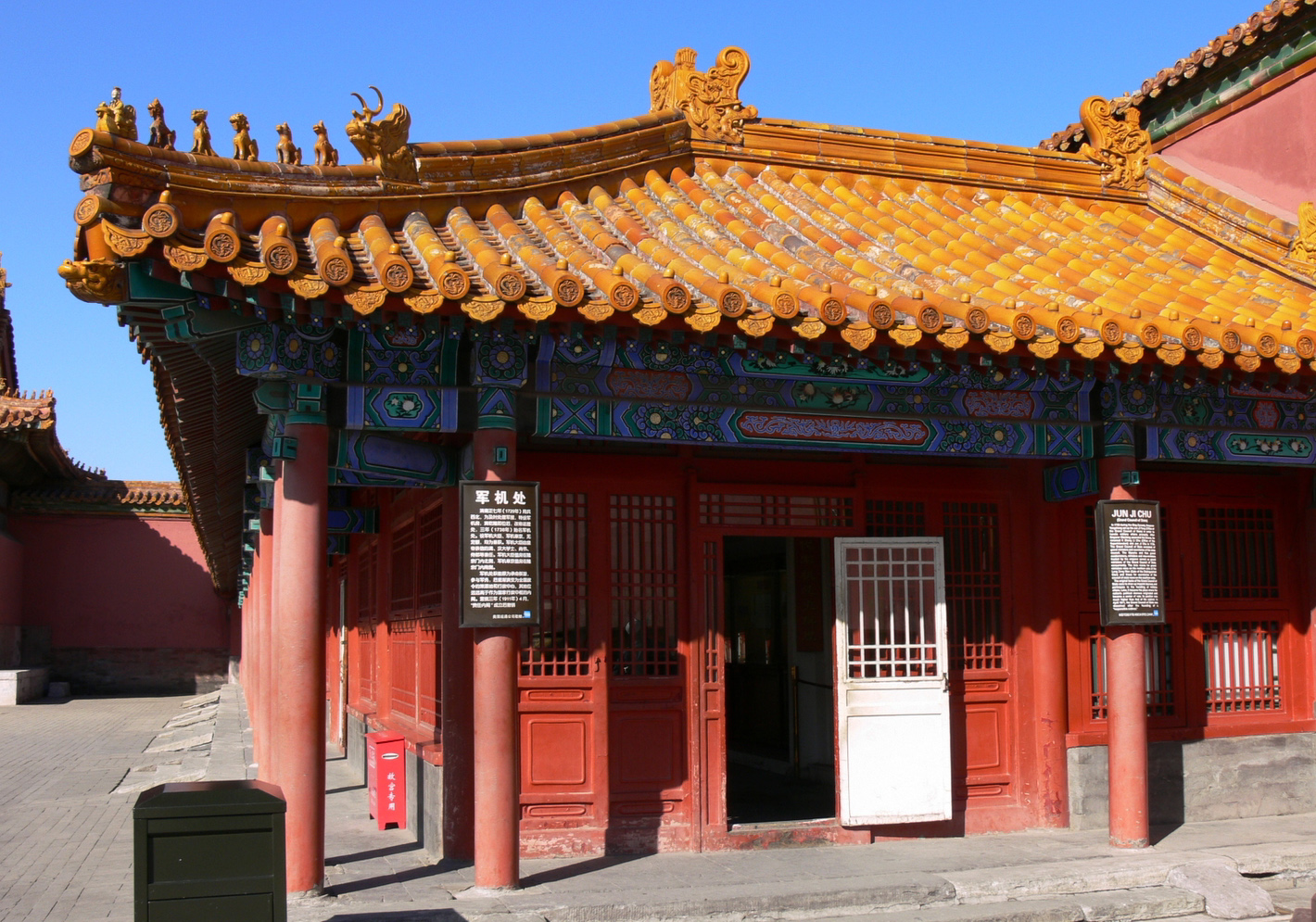
군기처

개인적으로 옹정제는 밤 12시에 자서 새벽 4시까지밖에 자지 않고 이외의 시간은 모두 정무에 할애하는 등 정치에 매우 의욕적인 황제였다. 또한, 지방 총독과 순무 등 지방 관리들의 보고서를 꼼꼼히 살펴보고 그 의견을 다시 보냈는데, 이때 옹정제는 황제만이 쓸 수 있던 붉은 먹으로 쓴 글씨, 즉 주필(朱筆)로 답장을 보냈고 그 답장을 주비유지(朱批諭旨)라 부른다. 이 주비유지는 보내지자마자 바로 시행되었고 이것은 옹정제와 말단인 신하들까지도 연결하는 중요한 매개체가 되었다. 옹정제는 공식적인 보고 경로와 독자적인 보고 경로를 함께 활용하여 양쪽이 맞지 않으면 추궁하는 식으로 지방관들을 장악하였으며, 이 주비유지를 나중에 모아 책으로 묶어 옹정주비유지(雍正朱批諭旨)로 부르고 지방 관리의 참고서로 삼게 하였다. 또한 자신과 같이 검소한 사람을 좋아하던 옹정제는 자신에게 충성스럽고 검소한 신하들에게 양렴전(良廉錢)을 지급하여 가난 걱정 없이 편히 살 수 있게 도와주기도 하였다. 옹정제는 아버지 강희제처럼 유학을 그리 신봉하지는 않았고 대신 어릴 때부터 크게 믿던 불교를 일으켜 과거 자신이 황자 시절에 살던 잠저인 옹친왕부를 크게 중수하여 반은 행궁으로, 반은 라마교 사원으로 만드니 이것이 옹화궁이다.
옹정제는 아버지와는 다르게 예수회 선교사를 그리 총애하지 않았는데 1724년(옹정 2년), 기독교 포교 규제를 더욱 강화하였고 예수회와 가톨릭 선교사들을 추방하였다. 또한 대부분의 선교사들을 마카오로 강제 소개시켜 그들이 더 이상 궁정에서 일할 수 없게 하였다. 다만, 오랫동안 궁정에서 일하며 중국어에도 능통하였던 주세페 카스틸리오네 등 일부 선교사들은 자리를 지켰다. 옹정제가 예수회를 추방한 이유는 이들이 종교의 자유를 부정하고 예수회, 성 도미니크회, 성 프란체스코회, 재속 신부들이 서로 자기들끼리 헐뜯고 싸우는 일에 열중했고 왕자를 꾀어내 달아난 사건에도 연루되었기 때문이다. 예수회 선교사들의 《진귀한 편지》라는 책에서 옹정제는 예수회원들에게 이렇게 말했다.
| “ | 짐은 당신네 종교가 다른 사람들의 종교를 인정하지 않는다는 사실을 알고 있소. 당신네가 마닐라와 일본에서 어떻게 했는지도 아오. 당신들은 선황이셨던 부친을 기만했소, 짐까지 속일 수 있으리라고는 기대하지 마시오 | ” |

그러나 옹정제는 이들을 추방할 때도 온화하고 편안히 귀국할 수 있도록 배려하였고, 도중에 성난 백성들에게 봉변을 당하지 않도록 배려를 아끼지 않았다. 프랑스의 철학자 볼테르는 이러한 옹정제의 태도를 관용과 인류애의 본보기로 높이 평가하였다. 옹정제는 아버지인 강희제가 세운 청나라의 전성기인 강건성세(康乾盛世)를 더욱 발전시키고 안정시켜 명군으로 칭송받았다. 아버지의 정책을 잘 이어갔으며 세금을 단일화하여 백성들의 노고를 덜어주었고, 강희제 말기부터 시작되어 온 재정 개혁을 단행하여 1721년(강희 60년) 700만 냥밖에 없던 국고가 1730년(옹정 8년)에는 3,000만 냥, 그 후 말년인 1735년(옹정 13년), 국고에는 은자 6000만 냥이나 있었다고 한다. 옹정제의 치세 동안 원정이 있었고 1년 동안의 군비가 100만 냥이었음에도 불구하고 옹정제의 강력하고 안정적인 내치로 세수가 금방 걷히게 되어 재정위기 사태는 일어나지 않았다. 또한 강희제가 이미 부분적으로 시행한 지정은제도 옹정제의 치세에 이르러 전국으로 확대되었다.

### 문자의 옥

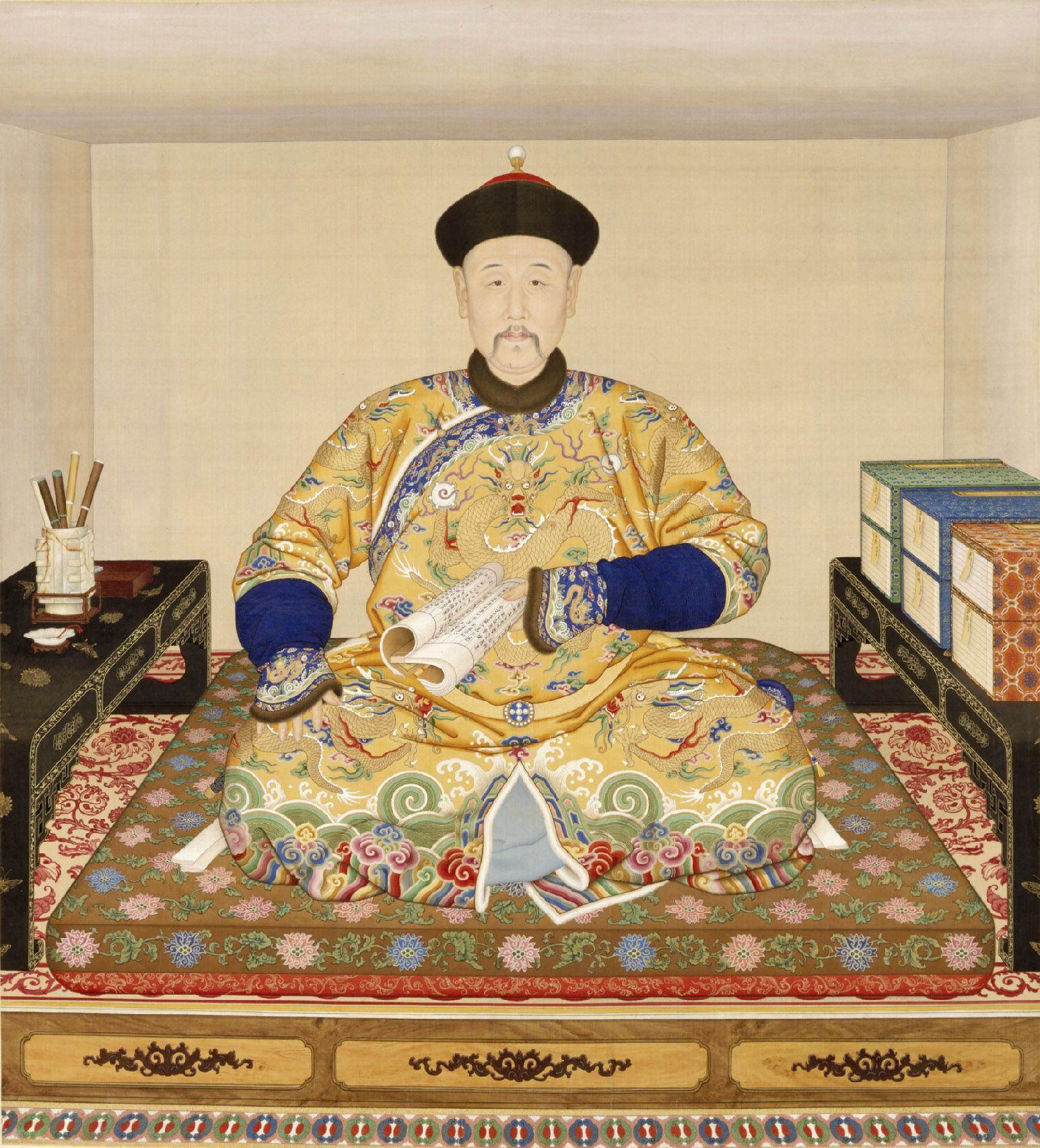
말년의 옹정제

옹정제는 아버지 때에 비해 대대적인 문자의 옥을 일으키기 시작하였는데 1726년(옹정 4년), 강서성 과거를 책임지는 관리로 내려가 있던 시험관 사사정(査嗣庭)이 과거의 시제로 《시경》의 ‘유민소지’(維民所止)를 택하였다. 그러나 이 시제는 엄청난 파란을 몰고 왔는데 바로 ‘유’(維) 자와 ‘지’(止) 자가 옹정제의 연호인 ‘옹정’(雍正)에서 위의 변만 뺀 것으로 이것이 바로 옹정제의 목을 베겠다는 뜻으로 들려 분노한 옹정제는 사사정과 그 구족을 처형하였다. 또한 한림원 학사 서준(徐駿)은 올리는 상소문 중 ‘폐하’(陛下)의 ‘폐’(陛) 자를 들개를 뜻하는 ‘폐’(狴) 자로 바꾸어 써서 삭탈관직되었으나, 도리어 문자도 모르면서 자기 마음대로 뜯어고친다면서 옹정제를 비아냥거리는 내용의 시를 짓자, 진노한 옹정제는 서준을 참수형에 처하였다.
한편 강남의 선비 중 증정(曾靜)이란 자가 노골적으로 청나라와 만주족의 정통성을 비난하고 남송의 명장 악비의 후손으로 절강총독으로 있던 악종기(岳鍾琪)에게 옹정제의 즉위 과정을 찬탈이라 하고 악비의 후손으로서 청나라의 편에 서는 것이 옳은 것이냐며 옹정제를 신랄하게 비난하는 내용의 편지를 쓰자 악종기는 증정을 잡아 북경의 옹정제에게 보내 누가 그런 짓을 사주하였는지 심문하였다. 증정은 이에 이미 죽은 명나라 말엽의 학자 여유량(呂留良)의 화이론에 감명받아 날조하였다고 실토하였다. 옹정제는 증정과 나눈 대화를 바탕으로 《대의각미록》(大義覺迷錄)이라는 책을 지어 청나라가 왜 중국의 정통성을 가지고 있는지 정당한 이유를 주장하였다. 옹정제는 모든 것을 말해주고 반성한 증정을 살려주었지만 증정에게 영감을 준 여유량의 가문을 모두 잡아들여 그 구족을 멸하고 여유량의 시체를 그 무덤에서 파내어 부관참시하였다. 하지만, 증정 또한 이후 건륭제 시기에 능지처참형을 당하였다.
또한 교육도 중요하게 여겨 서당에 《성유광훈》(聖諭廣訓)이라는 헌장을 내려 시험 때마다 암송하게 하였다. 그리고 옹정제는 지주의 착취 등으로 부당하게 천민이 된 사람들을 조사한 뒤 그 호적을 제거한 후 모두 양민으로 그 신분을 높여주었다. 반면 악덕 지주에게는 징역형, 유배형을 내리기도 하였고 심지어 그 수탈과 착취가 상당한 지주에게는 사형을 내리고 그 재산을 천민이 된 양민들에게 다시 돌려주었다.
옹정제는 아버지 강희제의 후계자 선출 문제 실패를 잘 알고 있었기 때문에 제일 능력이 뛰어난 황자의 이름을 각기 건청궁 ‘정대광명’(正大光明) 현판 안에 봉인된 상자와 자신의 품에 집어넣고 자신이 죽은 후에 그 이름이 맞으면 그 황자를 즉시 다음 황위에 올리는 방법을 택했는데, 이것이 유명한 저위비건법(儲位秘建法)이다. 본래 강희제부터 시작되어 온 것을 옹정제는 봉인된 교지와 내무부에 역시 봉인되어 있는 밀지가 모두 맞아야 황위를 승계할 수 있는 방법으로 바꾸었다. 이때 이미 옹정제는 자신의 후계자로 제4황자 홍력을 낙점하고 홍력을 보친왕(寶親王)으로 삼아 국사를 처리하게 하였다.

### 의문의 최후

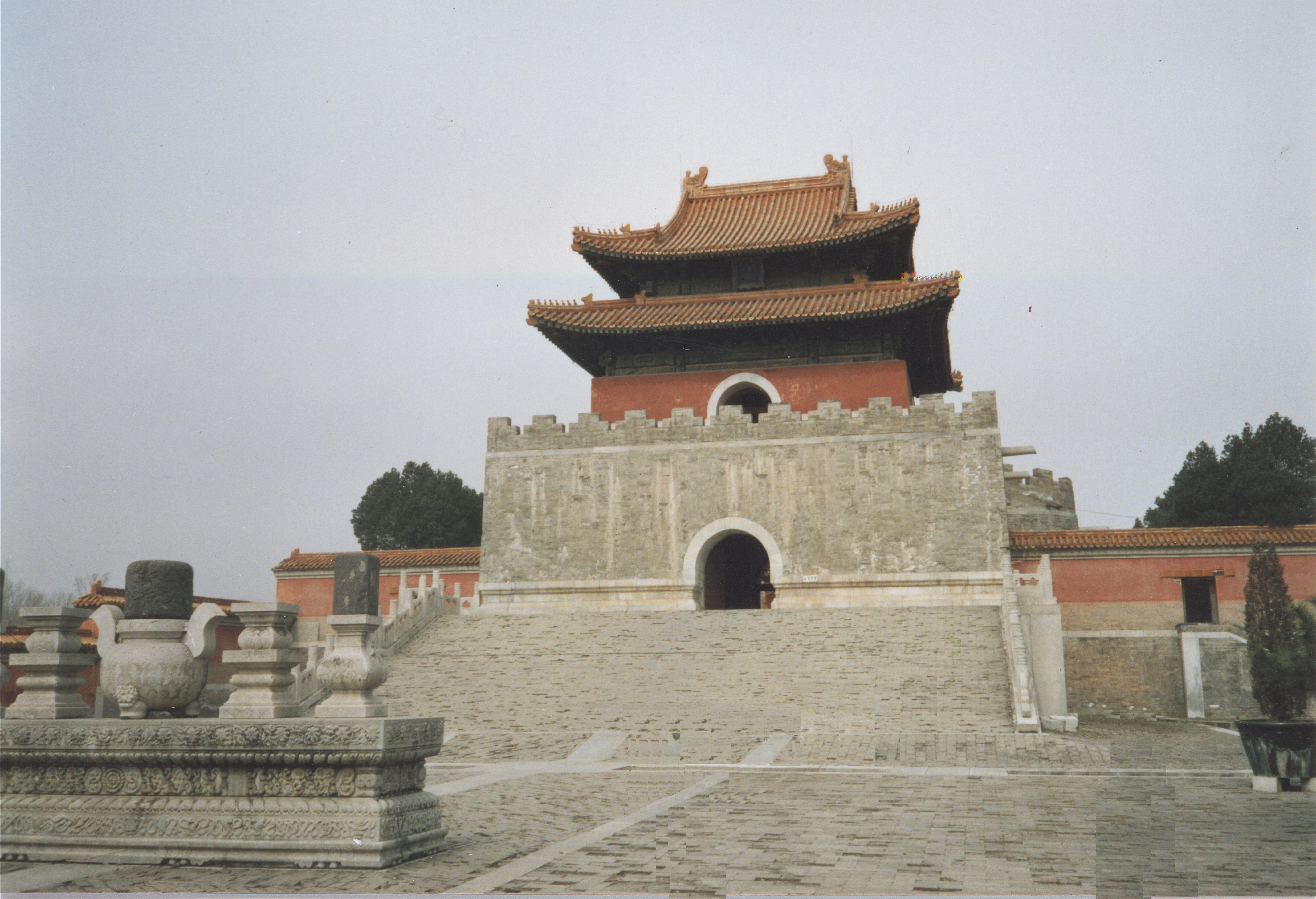
옹정제의 능침인 태릉

1735년(옹정 13년) 10월에 옹정제는 과로로 인하여 심신이 많이 지쳐 있었다. 그리하여 이궁인 원명원에서 요양을 하며 지냈다. 옹정제는 아버지가 매우 좋아하던 창춘원 대신 아버지가 자신에게 하사한 원명원을 더욱 좋아하였다. 옹정제는 황위에 오른 이래 한 번도 순행을 떠난 적이 없고 북경에서 정사를 의논하였다. 그리하여 심신이 지쳐 있을 때는 남방에서 가져온 식물들을 보면서 마음을 가라앉혔다. 그러나 오랫동안 4시간밖에 자지 않고 정무에 몰두한 탓인지 급격히 기력은 쇠약해져갔다. 〈세종헌황제실록〉에 따르면 1735년(옹정 13년) 10월 5일까지는 건청궁에서 조회를 주관하며 일일이 대신들에게 질의를 하였으나 다음 날인 10월 6일에 병세가 나타나, 그 다음 날인 10월 7일에는 걷잡을 수 없이 위독해졌다고 한다. 그리하여 1735년(옹정 13년) 10월 8일 새벽에 옹정제는 58세로 붕어하였다고 공식 발표되었으나, 이에 대해서 암살설과 독살설 등 여러 설이 제기되었다. 암살설 중에서는 옹정제에 대하여 비판적인 글을 기고하여 문자의 옥으로 멸문을 당한 산동성 출신의 학자 여유량의 손녀 여사랑(呂四娘)이 명나라 말기의 학자 황종희의 아들과 명나라 황실의 후손인 여협 오인법사에게 무술을 배워 원명원에 궁녀로서 잠입, 옹정제의 목을 베어 할아버지의 원수를 갚았다는 설이 가장 유명하고 유력하지만, 공식적으로 밝혀진 것은 아무것도 없다. 다른 설로는 도교의 가르침에 심취해 진 시황제처럼 불로장생을 꿈꾸다가 수은이 들어간 단약(丹藥)에 중독되어 사망하여서 뒤이어 즉위한 건륭제가 도사들을 궁정에서 몰아내었다는 설 등이 있다.
묘호는 국가의 전성기를 이어가고 조부와 부황의 뜻을 이어받았다 하여 세종(世宗), 시호는 경천창운건중표정문무영명관인신의예성대효지성헌황제(敬天昌運建中表正文武英明寬仁信毅睿聖大孝至誠憲皇帝)이다. 옹정제 역시 아버지처럼 나라를 전성기를 지키고 이어갔다 하여 ‘문무’(文武)의 시호를 받았으며 나라의 기강을 바로잡은 공을 사서 헌황제(憲皇帝)라 명명하였다.
옹정제는 무슨 일인지 조부 순치제와 부황 강희제가 모두 묻힌 청동릉을 버리고 북경에서 서남쪽으로 300리 떨어져 있는 곳에 묻혔는데 이후의 황제들은 이곳과 청동릉에 번갈아가며 묻혔다. 청동릉과 구별하기 위해 이 황릉군을 ‘청서릉’(淸西陵)으로 불렀다.
능호는 태릉(泰陵)이다.

## 통치 철학과 사상

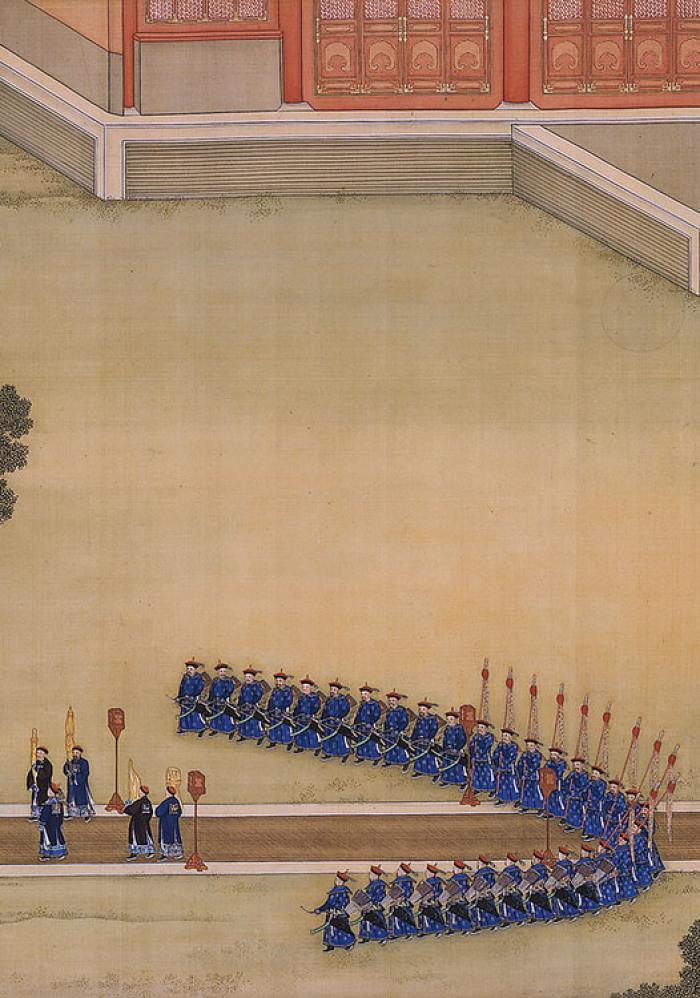
선농단에서 신농에게 제를 올리는 옹정제

옹정제는 아버지 강희제와 더불어 학문을 매우 좋아하였다. 그러나 아버지와 다른 점이 있었는데 강희제는 유교를 숭상하였지만 옹정제는 오히려 불교를 숭상하였다. 옹정제는 어릴 때부터 참선을 닦고 승려들과 불도(佛道)에 대해 토론하였고 불가의 학문에 모두 정통하여 못 외우는 불경이 없었다고 한다. 강희제의 탄신일 때, 다른 황자들은 언제나 고가의 진귀한 보물들을 부황에게 바친 반면, 옹정제는 자신이 손수 금가루로 쓴 불경을 강희제에게 선물하였다는 것은 옹정제의 불심과 성실함, 그리고 검소함을 잘 보여준다. 이러한 옹정제의 불교에 대한 믿음은 조부인 순치제와도 비슷하다. 옹정제는 정책의 기초로 언제나 불법을 생각하여 민생을 중요하게 여겼다. 또한 1712년(강희 51년)과 1713년(강희 52년) 사이에는 무려 7번이나 법회를 주관하여 자신의 깊은 불심을 증명하였다.
또한 옹정제는 강력한 황권을 주창하여 설령 형제나 아들이라도 황제인 자신 앞에서는 무릎을 꿇고 절해야 하는 신하임을 강조하여 사적으로는 형제나 아들이나 공적으로는 엄연히 군신지간임을 강조하였다. 그러나 염친왕 윤사와 혁군왕 윤당이 군신지간의 예를 허물어 다른 황족들과 모의를 꾸며 옹정제를 음해하자 옹정제는 형이 아닌 황제로서 그들에게 엄벌을 내리고 유교적 질서를 바로잡으려 하였다. 옹정제의 이러한 조치 이후 황족들은 정무에서 큰 규제를 받게 되어서 황족들의 입지가 크게 위축되는 결과를 가져왔다. 한편으로 옹정제는 인재를 찾는데에 크게 주력하였고 지방이나 현장에서의 목소리까지 귀를 열었는데 번거로이 황제를 찾아와 일일이 고하는 대신 자신에게 표문을 올려 바치고 자신은 북경에서 주필을 써서 보내게 하여 결과적으로 국부의 낭비를 일부라도 막게 되었다.
불심도 깊던 옹정제는 성실함에 있어서도 누구에게 뒤지지 않았는데 하루 4시간에서 5시간밖에 자지 않고 정무에 몰두하고 1년 내내 쉬는 날이 없이 바쁘게 지냈다. 바로 이런 이유 때문에 어떤 학자들은 옹정제의 사인을 과로사로 보기도 한다. 옹정제는 황제가 열심히 일해야 밑의 신하들과 백성들도 자신의 일에 근면할 것이라 생각하고 어려운 정무를 열심히 처리하였다. 후대의 학자들은 옹정제를 비난하건 칭송하건 모두 ‘역사상 가장 근면한 황제’로 부른다. 옹정제는 자신이 거처하던 양심전(養心殿)의 대청에 ‘원이일인치천하 부이천하봉일인’(愿以一人治天下 不以天下奉一人), 즉 ‘천하가 다스려지는데에는 한 사람의 책임에 달린 것이며 자신의 한 몸을 위해 천하를 희생시키지는 않으리라’라는 글귀를 걸어놓으며 자신의 좌우명으로 삼고 묵묵히 정무를 이행하였다. 한편 옹정제는 양심전에 ‘중정인화’(中正仁和)라는 편액을 남겨 대청 중앙에 걸어놓았는데 황제는 중립적이고 정직하며 인자하고 화애로움을 갖춰야 한다고 역설하였다.

## 평가

### 사후의 영향과 업적

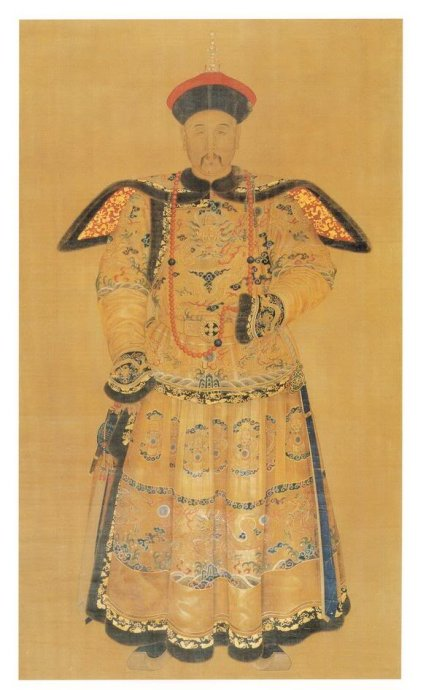
동복을 입은 옹정제

옹정제는 아버지 강희제가 이뤄놓은 전성기를 더욱 발전시켜 아들인 건륭제에게 안전히 넘겨주었다. 옹정제 역시 걸출한 황제이나 문자의 옥을 일으켜 독재성을 강화한 황제라는 이유, 그리고 아버지 강희제와 아들 건륭제가 각각 61년과 60년간 재위하였으나 자신은 13년이라는 짧은 재위기간을 가지고 있었다는 이유 때문에 그리 눈에 띄지는 않았다. 그러나 즉위에 관하여 여전히 석연찮은 점 때문에 옹정제가 아버지 강희제를 죽이고 황위를 찬탈하였다는 소문도 있었다. 옹정제의 티베트 원정은 훗날 건륭제가 모두 마무리하고 영토를 몽골 제국 이후 중국의 영토를 최대로 늘렸는데, 이러한 영토확장 배경에는 옹정제 특유의 끈기와 카리스마가 있었기 때문이다. 옹정제는 통치 체제를 완성하고 황제의 독재권을 강화하여 신하들의 권한을 줄였다. 아버지 강희제는 일하면서 여가를 즐겼으나 옹정제는 그리하지 않았다. 옹정제는 하루에 20시간을 모두 정무에 매진하였고 밥 먹을 때에도 언제나 결재 서류를 머리맡에 두고 먹었을 정도였다고 한다. 당시 강희제 이후로 선비들, 즉 신사층의 힘이 강해져 백성들의 착취가 심하였는데 옹정제는 선비들을 억압하고 역시 착취를 일삼는 대상인들도 경제적으로 제재하여 백성들에게 좋은 정책을 펼치려 하였다. 그러나 선비들과 돈을 가지고 있던 부유한 대상인들은 자신들을 억압한 황제를 미워하여 옹정제와 관련된 나쁜 소문을 퍼뜨렸는데, 대표적으로 옹정제가 부황인 강희제를 시해하고 즉위하였다는 소문도 이들에게서 비롯된 것이었다.

### 비판
옹정제는 강희제 말엽 자신도 정치적인 세력을 구축하였기에 강희제 말기의 황위를 놓고 다툰 형제들간의 붕당에 약간의 책임이 있다. 또한 군사들을 동원한 석연치 않은 즉위 과정은 두고두고 세인의 입에 오르내렸다. 이로 인해 뒷날 옹정제가 부황 강희제를 독살 또는 교살하고 황위에 올랐다는 소문이 파다하였고, 만주족의 통치를 부정하던 일부 한족들은 옹정제 집권 내내 이 소문을 전국에 퍼뜨려 옹정제를 수 양제와 다름없는 패륜아로 부르기도 했다. 이러한 소문과 만주족에 반항하던 한인을 다스리기 위해 옹정제는 문자의 옥을 다시 시작하였으나 오히려 이 사건은 강희제 이후 청나라에 협조하려던 한인들을 다시 결속시키는 결과를 낳았다. 하지만 현대에 들어서는 학자들이 옹정제를 재평가함에 따라 옹정제가 아버지를 죽였다고 믿는 학술적 근거나 이론에서 완전히 벗어났다.
그러나 옹정제는 자신을 과신한 나머지 철저히 독선적인 모습을 보였으며, 자신의 정치적 열성 가운데에서도 다분히 독선적인 요소가 많았고 옹정제의 뜻에 따라 지나치게 압제적으로 이루어진 문자의 옥도 비판의 대상이 되었다.

### 현대의 영향
현재 옹정제에 대한 평가는 과거에 비하여 많이 나아진 편이다. 과거에는 오로지 옹정제의 집권 과정, 그 중 야사에서 강조한 강희제의 시해와 형제들의 숙청 등만을 부각시켜 옹정제를 잔인하고 나쁜 군주로 내몰았으나, 지금은 청사고에 적힌 정사와 야사를 적절히 따지는 재평가도 이루어지고 있다. 정사에 적힌 옹정제의 치세와 통치 스타일까지 고루 따져 옹정제를 성군은 아니지만 적어도 명군으로 보고 있다. 옹정제의 황위 집권 과정은 몇 세기를 거친 후 텔레비전 드라마와 영화로도 만들어졌다. 작가인 이월하(二月河)는 《강희대제》의 후편으로 옹정제를 다룬 《옹정황제》를 써서 전작 《강희대제》와 같이 중국에서 베스트셀러의 반열에 올랐다.
1995년 홍콩 aTV(亞洲電視)는 《군림천하》(君臨天下)를 방영, 옹정제가 부황 강희제를 목 졸라 죽이고 황위에 오른 것을 그려 옹정제의 나쁜 면을 부각하였다. 이 드라마는 야사를 토대로 만들어졌으며, 옹정제의 성격이 비뚤어진 이유는 강희제가 둘째 형인 윤잉만 편애하고 자신에게 아버지로서의 사랑을 베풀지 않았기 때문에 그러한 콤플렉스가 결국 아버지와 둘째 형 윤잉을 죽인 것이라고 설명하였다. 군림천하와 비슷한 줄거리의 영화로는 1977년 대만에서 제작된 구양준(歐陽俊) 감독, 서풍(徐楓), 나열(羅烈), 악화(岳華) 주연의 《강남팔대협》(江南八大俠)이란 영화가 있는데, 이 작품 역시 옹정제의 야사 기록을 토대로 만들어졌으며, 결말은 옹정제가 여사랑에게 목이 잘려 죽은 장면으로 끝난다.
1997년 중국중앙방송은 이월하의 《옹정황제》를 각색한 《옹정왕조》(雍正王朝)를 방영, 옹정제의 좋은 면과 치세를 다뤘다. 여기서 강희제는 노환으로 붕어한 것으로 나왔는데, 바로 정사인 《청사고》를 토대로 만들었다. 이처럼 한 사람의 이야기가 극명하게 내용이 대조되는 드라마 두 개로 만들어졌을 만큼 옹정제의 진짜 모습은 어느 것이 진짜이고 어느 것이 가짜인지 찾기 힘든 측면이 있다.

## 가족
옹정제는 2명의 황후와 2명의 황귀비, 4명의 비를 두었으며 슬하에 10남 4녀, 양녀 3녀를 두었으나 이 중 3명은 영·유아기에 요절하여 작위를 받지 못하였다.

### 조부모와 부모
- 조부: 세조 순치장황제(世祖 順治章皇帝) 복림(福臨)
- 조모: 효강장황후 동가씨(孝康章皇后 佟佳氏)
- 부친: 성조 강희인황제(聖祖 康熙仁皇帝) 현엽(玄燁)
- 모친: 효공인황후 오아씨(孝恭仁皇后 烏雅氏)

### 황후
| 봉호            | 시호                    | 이름(성씨)                        | 재위년도        | 생몰년도        | 국구(장인/장모)                                                                       | 별칭   | 비고   |
| --------------- | ----------------------- | --------------------------------- | --------------- | --------------- | ------------------------------------------------------------------------------------- | ------ | ------ |
| 황후 (皇后)     | 효경헌황후 (孝敬憲皇后) | 오라나랍(울라나라)씨 (烏喇那拉氏) | 1722년 ~ 1731년 | 1679년 ~ 1731년 | 일등승은공 (一等承恩公) 오라나랍 비양고(피양구) (烏喇那拉 費揚古) 다라격격 (多羅格格) | [ 35 ] |        |
| 희귀비 (熹貴妃) | 효성헌황후 (孝聖憲皇后) | 뉴호록(니오후루)씨 (鈕祜祿氏)     | (추존)          | 1692년 ~ 1777년 | 일등승은양영공 (一等承恩良榮公) 뉴호록(니오후루) 능주 (鈕祜祿 凌柱)                   | [ 36 ] | [ 37 ] |

### 후궁

#### 황귀비
| 봉호           | 시호                   | 이름(성씨) | 생몰년도        | 별칭       | 비고             |
| -------------- | ---------------------- | ---------- | --------------- | ---------- | ---------------- |
| 황귀비(皇貴妃) | 돈숙황귀비(敦肅黃貴妃) | 연씨(年氏) | ? ~ 1725년      | 귀비(貴妃) | 연갱요의 여동생. |
| 귀비(貴妃)     | 순의황귀비(純懿皇貴妃) | 경씨(耿氏) | 1689년 ~ 1784년 | [ 38 ]     |                  |

#### 측비
| 봉호       | 이름(성씨) | 생몰년도        | 별칭           | 비고 |
| ---------- | ---------- | --------------- | -------------- | ---- |
| 제비(齊妃) | 이씨(李氏) | ? ~ 1737년      | 측복진(側福晉) |      |
| 겸비(謙妃) | 유씨(劉氏) | 1714년 ~ 1767년 | 겸빈(謙嬪)     |      |
| 영비(寧妃) | 무씨(武氏) | ? ~ 1734년      | 영빈(寧嬪)     |      |
| 무빈(懋嬪) | 송씨(宋氏) | ? ~ 1730년      | 격격(格格)     |      |

#### 서비
| 봉호            | 이름(성씨) | 생몰년도        | 비고       |
| 귀인(貴人)      | 귀인(貴人) | 귀인(貴人)      | 귀인(貴人) |
| --------------- | ---------- | --------------- | ---------- |
| 귀인(貴人)      | 이씨(李氏) | ? ~ 1760년      |            |
| 귀인(貴人)      | 곽씨(郭氏) | 1706년 ~ 1786년 |            |
| 귀인(貴人)      |            |                 |            |
| 해귀인(海貴人)  |            | ? ~ 1761년      |            |
| 귀인(貴人)      | 장씨(張氏) | ? ~ 1735년      |            |
| 노귀인(老貴人)  |            |                 |            |
| 상재(常在)      |            |                 |            |
| 나상재(那常在)  |            |                 |            |
| 상재(常在)      | 이씨(李氏) | ? ~ 1785년      |            |
| 상재(常在)      | 마씨(馬氏) | ? ~ 1768년      |            |
| 춘상재(春常在)  |            |                 |            |
| 상재(常在)      | 고씨(高氏) | ? ~ 1733년      |            |
| 상재(常在)      | 상씨(常氏) | ? ~ 1732년      |            |
| 상재(常在)      | 고씨(顧氏) | ? ~ 1729년      |            |
| 길상재 (吉常在) |            |                 |            |

| 봉호           | 이름(성씨) | 생몰년도   | 비고       |
| 답응(答應)     | 답응(答應) | 답응(答應) | 답응(答應) |
| -------------- | ---------- | ---------- | ---------- |
| 답응(答應)     | 소씨(蘇氏) | ? ~ 1729년 |            |
| 영답응(英答應) |            |            |            |
| 왕답응(汪答應) |            |            |            |
| 덕답응(德答應) |            |            |            |
| 격격(格格)     |            |            |            |
| 격격(格格)     | 소씨(蘇氏) |            |            |
| 격격(格格)     | 장씨(張氏) |            |            |
| 격격(格格)     | 이씨(李氏) |            |            |
| 격격(格格)     | 장씨(張氏) |            |            |
| 궁인(宮人)     |            |            |            |
|                | 난영(蘭英) |            |            |
|                | 운혜(雲惠) |            |            |

### 황자
| -    | -     | 봉호                    | 시호   | 이름       | 생몰년도        | 별칭   | 생모(생부)                                                  | 자식      | 비고                      |
| ---- | ----- | ----------------------- | ------ | ---------- | --------------- | ------ | ----------------------------------------------------------- | --------- | ------------------------- |
| 장남 | 1황자 | 화석친왕 (和碩親王)     | 단(端) | 홍휘(弘暉) | 1697년 ~ 1704년 |        | 효경헌황후 오랍나랍씨                                       |           | [ 39 ]                    |
| 차남 |       |                         |        | 홍분(弘昐) | 1697년 ~ 1699년 |        | 제비 이씨                                                   |           | [ 39 ]                    |
| 3남  | 2황자 |                         |        | 홍윤(弘昀) | 1700년 ~ 1710년 |        | 제비 이씨                                                   |           | [ 39 ]                    |
| 4남  | 3황자 |                         |        | 홍시(弘時) | 1704년 ~ 1727년 |        | 제비 이씨                                                   | 1남 2녀   | [ 40 ]                    |
| 5남  | 4황자 | 화석보친왕 (和碩寶親王) |        | 홍력(弘曆) | 1711년 ~ 1799년 |        | 효성헌황후 뉴호록씨                                         | 17남 10녀 | 제6대 황제 건륭제(乾隆帝) |
| 6남  | 5황자 | 화석화친왕 (和碩和親王) | 공(恭) | 홍주(弘晝) | 1711년 ~ 1770년 |        | 순각황귀비 경씨                                             | 8남 1녀   |                           |
| 7남  |       |                         |        | 복의(福宜) | 1720년 ~ 1721년 |        | 돈숙황귀비 연씨                                             |           | [ 39 ]                    |
| 8남  |       | 화석친왕 (和碩親王)     | 회(懷) | 복혜(福惠) | 1721년 ~ 1728년 |        | 돈숙황귀비 연씨                                             |           | 요절함.                   |
| 9남  |       |                         |        | 복패(福沛) | 1723년          |        | 돈숙황귀비 연씨                                             |           | 요절함.                   |
| 10남 | 6황자 | 다라과군왕 (多羅果郡王) | 공(恭) | 홍염(弘曕) | 1733년 ~ 1765년 |        | 겸비 유씨                                                   | 3남       | [ 41 ]                    |
| 양자 |       |                         |        |            |                 |        |                                                             |           |                           |
| -    | -     | 다라이군왕 (多羅理郡王) | 각(恪) | 홍위(弘㬙) | 1719년 ~ 1780년 | [ 42 ] | 이밀친왕(理密親王) 윤잉(允礽) 측복진(側福晉) 정가씨(程佳氏) | 7남       | [ 43 ]                    |
| -    | -     | 봉은보국공 (奉恩輔國公) |        | 홍환(弘晥) | 1724년 ~ 1775년 |        | 이밀친왕(理密親王) 윤잉(允礽) 측복진(側福晉) 정가씨(程佳氏) | 2남       | [ 44 ]                    |
| -    | -     | 보국공 (輔國公)         |        | 영경(永璥) | 1712년 ~ 1787년 | [ 45 ] | 홍진(弘晉)                                                  |           | [ 46 ]                    |

### 황녀
| -    | 봉호                        | 별칭   | 생몰년도        | 생모(생부)                                                      | 부마                                                                 | 비고   |
| ---- | --------------------------- | ------ | --------------- | --------------------------------------------------------------- | -------------------------------------------------------------------- | ------ |
| 1녀  |                             |        | 1694년          | 무빈 송씨                                                       |                                                                      | [ 47 ] |
| 2녀  | 화석회각공주 (和碩懷恪公主) | [ 48 ] | 1695년 ~ 1718년 | 제비 이씨                                                       | 나랍 성덕 (那拉 星德)                                                | [ 49 ] |
| 3녀  |                             |        | 1706년          | 무빈 송씨                                                       |                                                                      | [ 47 ] |
| 4녀  |                             |        | 1715년 ~ 1717년 | 돈숙황귀비 연씨                                                 |                                                                      | [ 47 ] |
| 양녀 |                             |        |                 |                                                                 |                                                                      |        |
| -    | 화석숙신공주 (和碩淑愼公主) |        | 1708년 ~ 1784년 | 이밀친왕(理密親王) 윤잉(允礽) 측복진(側福晉) 강씨(唐氏)         | 박이제길특 관음보 (博爾濟吉特 觀音保)                                | [ 50 ] |
| -    | 화석화혜공주 (和碩和惠公主) |        | 1714년 ~ 1731년 | 이현친왕(怡賢親王) 윤상(胤祥) 적복진(嫡福晉) 조가씨(兆佳氏)     | 박이제길특 다이제색포등 (博爾濟吉特 多爾濟塞布騰)                    | [ 51 ] |
| -    | 화석단유공주 (和碩端柔公主) |        | 1714년 ~ 1754년 | 장각친왕(莊恪親王) 윤록(允祿) 적복진(嫡福晉) 곽락라씨(郭絡羅氏) | 다라군왕(多羅郡王) 박이제길특 제묵특다이제 (博爾濟吉特 齊默特多爾濟) | [ 52 ] |
| -    | 화석격격 (和碩格格)         |        | 1724년 ~ ?      | 고산패자(固山貝子) 윤제(允禔) 첩(妾) 진씨(晉氏)                 |                                                                      | [ 53 ] |

## 기년과 연호
| 연호       | 사용기간 | 사용기간 | 년수 | 비고 |
| ---------- | -------- | -------- | ---- | ---- |
| 옹정(雍正) | 1723년   | 1735년   | 13년 |      |

## 같이 보기
- 옹정(雍正, 1723년 ~ 1735년) - 옹정제의 연호.
- 강희제
- 건륭제
- 청나라
- 군기처
- 《군림천하》

## 참고 자료
- 《청사고》(淸史稿) -〈세종헌황제실록〉(世宗憲皇帝實錄)
- 《청사고》(淸史稿) -〈성조인황제실록〉(聖祖仁皇帝實錄)
- 미야자키 이치사다, 《옹정제》, 이산출판사, 차혜원 옮김, 2001년, ISBN 89-87608-18-2.
- 조너선 D. 스펜스, 《반역의 책―옹정제와 사상통제》, 이산출판사, 이준갑 옮김, 2004년, ISBN 89-87608-38-7.
- 둥예쥔, 《치국 (옹정 원전)》, 시아출판사, 황보경 옮김, 2004년, ISBN 89-8144-147-2.
- 김희영, 《이야기 중국사 3》, 청아출판사, 2006년 ISBN 978-89-36803-476.
- 정진홍, 《인문의 숲에서 경영을 만나다》, 21세기북스, 2007년 ISBN 978-89-509-1276-5.
- 셰가오더, 《수완 (사람을 부리는 기술)》, 아라크네, 류방승 옮김, 2007년, ISBN 978-89-92449-13-7.

| 전임 강희제 | 제4대 청나라의 황제 1722년 ~ 1735년 | 후임 건륭제 |

| 전임 강희제 | 중국의 국가 원수 1722년 ~ 1735년 | 후임 건륭제 |